# Heidi Pawellek
Heidi Pawellek, eigentlich Heidrun Pawellek (* 22. Januar 1944 in Ortelsburg; † 4. September 2006 in den Vereinigten Staaten) war eine deutsche ehemalige Kinderdarstellerin und Schlagersängerin.

## Leben
Sie war in früher Kindheit Mitglied der Entertainmentgruppe Die sechs Pawelleks und zwischen 1959 (unter ihrem Vornamen als Schlagersängerin) und 1962 (unter ihrem vollen Namen als Kinderdarstellerin) ein Kinderstar. Zu dieser Zeit waren Rosemarie (später Mary Roos) und Gabriele jüngere Konkurrentinnen. Sie war eine Cousine 3. Grades des ehemaligen deutschen Fußballspielers Rolf Pawellek.
Heidi Pawelleks Vater wollte es aus der eigenen leidvollen Erfahrung heraus vermeiden, dass seine Kinder künstlerische Berufe ergreifen, da er, aus einer Gutsbeamtenfamilie in Masuren stammend, trotz seiner musischen Begabungen nicht den Sprung zum Rundfunk oder in ein Theaterorchester geschafft hatte. Als Oberhaupt einer siebenköpfigen Familie war es schwer, den Unterhalt mit künstlerischen Darbietungen zu bestreiten. Die Branche sei zu hart, meinte er. Dennoch wurde die älteste Tochter, Sigrid, Theaterschauspielerin und die jüngste, Heidi, zumindest für vier Jahre ein Kinderstar.
Heidis Mutter stammte aus Buer in Westfalen, musste aber nach dem Tod des Vaters mit fünf Geschwistern im großelterlichen Bauernhof in Masuren einziehen. Sie hatte ebenfalls künstlerische Neigungen, konnte diesen allerdings in dem abgeschiedenen Dorf nicht nachgehen. Deshalb hatte sie mehr Verständnis für die Wünsche und Träume des Nesthäkchens Heidi.
Auf der Flucht vor dem russischen Militär verließ die Familie die ostpreußische Heimat in Richtung Westen. Es sollte zurückgehen nach Buer. Erste Zwischenstation war das Lager Friedland. Für ein paar Teller Suppe bot sie dort ein Unterhaltungsprogramm an. Das nächste Auffanglager war in Northeim bei Göttingen. Auch in diesem Lager blieben sie nicht; sie wurden von einer ärmlichen, beengten Unterkunft in die nächste gesteckt. Weiter nach Westen kamen sie nun nicht mehr. Vater Pawellek fand Arbeit im örtlichen Finanzamt, aber das Geld reichte nicht. So besann man sich auf die Methode, die in Friedland erfolgreich gewesen war. Zunächst trat der Vater nur mit der ältesten Tochter Sigrid auf, einer lieblichen Sopranstimme, die sich in Northeim schnell herumsprach. Mit fünf Mark Gage fingen sie an. Dann kam Sohn Udo als Klavierbegleiter dazu und mit der Routine stiegen auch die Honorare auf 20, 40, 60 Mark. Der Mutter war dies vor allem wegen des rauen Umgangs und rüden Tons in den Gasthäusern und Kellergewölben unheimlich. Später gingen Sigrid und die Zweitälteste, Astrid, zur Ballettstunde und bereicherten das Programm durch Tanz- und Steppeinlagen, wodurch sich die Engagements und die Auftrittsorte verbesserten, vor allem in den großen Städten Hannover und Göttingen. Ihre Verbundenheit mit der verlorenen Heimat drückten sie auch durch Volkstanzeinlagen bei Vertriebenentreffen aus.
Im Sommer 1948 wurde Sigrid für den Film entdeckt. Als Neueinsteigerin spielte sie in Dreizehn unter einem Hut an der Seite einer anderen Neueinsteigerin, Ruth Leuwerik. Während Ruth Leuwerik zu einer großen Karriere anhob, wurde Sigrid Pawellek nach einem weiteren Film vom Schulamt gestoppt. Das Ausleben des künstlerischen Dranges blieb also weiterhin allumfänglich Familienangelegenheit.
Auf eigenen Wunsch stieß die etwa neunjährige Heidi als letzte der fünf Geschwister zum Familienensemble, in dem nur die Mutter nicht mitwirkte. Sie begeisterte das Publikum mit Gesang, Geplauder, Parodien und spontanen Aktionen. Die Glanzzeit der „Sechs Pawelleks“, wie sie sich nun nannten, brach an, und sie dehnten ihr Repertoire mit Akrobatiknummern weiter aus. In großkarierten Hosen, mit ebenso gemusterten Schiebermützen und Krawatten für die männlichen Ensemblemitgliedern traten sie in Kur- und Badeorten auf. Sie kämpften aber weiterhin ständig um ihre wirtschaftliche Existenz.
Heidi erhielt ab 1952 Ballettunterricht. Im Jahr 1954, mit zehn Jahren, komponierte sie ihr erstes Lied: Lustig ist das Reiten. Gesangsunterricht kam 1958 hinzu und 1959 in Göttingen Schauspielunterricht. Im April 1959 erkannte der Musikverleger Erich Storz Heidis Potential. Er bestellte sich selbst zu ihrem Manager und vermittelte sie an den Sänger und Quartettchef Karl Golgowsky bei der Telefunken-Gesellschaft in Hamburg. Schon im Mai 1959 lag die Single Warum scheint denn heut’ die Sonne so schön unter der Künstlerbezeichnung „Heidi & Günter Fuhlisch und seine Solisten“ vor. Musik und Text stammten von Heidi selbst. Die B-Seite Penny-Rock hatte Wyn Hoop geschrieben. Den fetzigen, etwas rebellischen „Schluckauf-Stil“ wählte sie, weil sie diesen den getragenen, schnulzigen Schlagern vorzog. Im Juli 1959 prangte der Teenager auf dem Titelbild des Teldec-Schallplattenmagazins Klingende Post. 
Heidi stellte sich dem Fernsehpublikum live in den Sendeanstalten in München, Bremen und Zürich vor. Außerdem sang sie vor 14.000 Besuchern der Bundesgartenschau im Westfalenpark in Dortmund. Im gleichen  gab es Streit zwischen Wilhelm Pawellek und Erich Storz um Einzelheiten des Vertrages. Er wurde in Uneinigkeit aufgelöst und Vater Pawellek übernahm das Management. Mit Storz hatte man praktisch den Draht zu Telefunken gekappt. Aber auch der Trend änderte sich gerade: weg von „flott“, hin zu „weich“. Für den Conny-Verschnitt Heidi war dies das frühe Schlager-Aus. Dabei hatte sie 20 mehr oder weniger ausgearbeitete Lieder gleichen Stils in der Schublade, deretwegen sie sich bei der GEMA als Komponist angemeldet hatte.
Sie kehrte einer Sangeskarriere den Rücken und wandte sich zielstrebig der Schauspielerei zu. 1961 wurde sie für die Nebenrolle der Schülerin Paula im melodramatischen Film Die Schatten werden länger besetzt, einer deutsch-schweizerischen Produktion von Artur Brauner. Hansjörg Felmy, Barbara Rütting und Luise Ullrich sind die Hauptdarsteller. 1962 folgte neben Peter van Eyck und Lilli Palmer Finden Sie, daß Constanze sich richtig verhält? sowie im nach Produktionsfirmenpleite erst am 29. Mai 1964 angelaufenen Episodenfilm Hütet eure Töchter! verkörperte sie im Kapitel Ferien die Jugendliche Lydia auf Abwegen.
1966 heiratete sie in München einen US-Soldaten, mit dem sie in die USA übersiedelte, wo sie zeitweise als Rodeoreiterin auftrat.
Am 4. September 2006 verunglückte sie tödlich mit dem Auto. Sie hinterließ eine Tochter und einen Sohn.

## Diskografie
- 1959: Warum scheint denn heut’ die Sonne so schön/Penny-Rock

## Filmografie
- 1961: Die Schatten werden länger
- 1962: Finden Sie, daß Constanze sich richtig verhält?
- 1962/1964: Hütet eure Töchter!